# Кампидело (Мантова)
Кампидело је насеље у Италији у округу Мантова, региону Ломбардија.
Према процени из 2011. у насељу је живело 37 становника. Насеље се налази на надморској висини од 72 м.